# クロスバー
クロスバー (英: Crossbar, Inc.) は、カリフォルニア州サンタクララに拠点を置く会社である。クロスバーは、不揮発性抵抗変化メモリ (RRAM) 技術の一種を開発している。同社は2013年に、標準的なCMOS半導体製造プロセスと互換性のある単一の集積回路上にテラバイトのストレージを実現するという目標を発表した。

## 歴史
クロスバーは、ジョージ・ミナシアン(George Minassian)、ハゴップ・ナザリアン(Hagop Nazarian)、ウェイ・ユー(Wei Lu, SyNAPSE#外部リンク)によって2010年に設立された。ミシガン大学技術移転プログラムの一環として、クロスバーは2010年にミシガン大学から抵抗変化メモリ (RRAM) の特許をライセンス供与された。クロスバーは、RRAM技術の開発、商品化、製造に関する特許を申請した。
2013年8月、クロスバーはステルス・モードから復帰し、商用半導体デバイス製造施設でのメモリ・アレイの開発を発表した。NANDフラッシュメモリと比較して、半分のダイサイズでより高速な書き込みパフォーマンス; より低消費電力、そしてより高耐久を実現すると言われていた。CMOS互換であるため、特別な装置や材料を必要とせずに製造できる。
クロスバーは、2012年にArtiman Ventures、クライナー・パーキンス・コーフィールド・アンド・バイヤーズ、w:Northern Light Venture Capital、ミシガン州新技術スタートアップ投資 (MINTS) プログラムから2,500万ドルの資金提供を受けた。2015年9月には、中国と香港の投資家による約3,500万ドルの別の資金調達ラウンドが発表された。
クロスバーは主に、消費者製品、エンタープライズ製品、モバイル製品、産業用製品、およびモノのインターネット (IoT) 製品の相手先商標製品製造業者 (OEM) およびSystem-on-a-chip (SoC) 開発業者に販売している。

## リファレンス
1. 1 2  “From D: Notice of Exempt Offering of Securities”.   United States Securities and Exchange Commission (2012年11月20日). 2017年3月31日閲覧。
2. ↑  Clark, Don. “Crossbar Enters Race to Change Memory Chips”. blogs.wsj.com The Wall Street Journal 2013年8月5日閲覧。
3. ↑  Poeter, Damion. “Startup's 'RRAM' Tech Promises 1TB Memory for Mobile Devices”. PCMagazine.com 2013年8月5日閲覧。
4. ↑  Shah, Agam. “Startup Crossbar pits RRAM against DRAM and flash storage”. CIO.com. 2013年8月5日閲覧。
5. ↑  Moore, Nicole. “Faster, more powerful mobile devices: U-M startup Crossbar could disrupt the memory market]”. ns.umich.edu. 2013年8月5日閲覧。
6. ↑  Cole, Bernard. “Startup wants to replace NAND and DRAM with silver RRAMs”. embedded.com 2013年8月5日閲覧。
7. ↑  Harris, Robin. “Flash successor announced”. zdnet.com 2013年8月5日閲覧。
8. ↑  Tom Simonite (2013年8月14日). “Denser, Faster Memory Challenges Both DRAM and Flash”. MIT Technology Review 2017年3月31日閲覧。
9. ↑  Chris Mellor (2015年9月18日). “D-round VC ReRAM cash comes crashing down on Crossbar: Close, so close to getting its ReRAM afloat before Intel and Micron barge in”. The Register. 2017年3月31日閲覧。
10. ↑  Takahasi, Dean. “Crossbar says it will kill the $60B flash memory market with Resistive RAM, which stores a terabyte on a chip”. venturebeat.com 2013年8月5日閲覧。